# تلات زكاغت (تسريرت)
تلات زكاغت هو دُوَّار يقع بجماعة تاسريرت، إقليم تيزنيت، جهة سوس ماسة في المملكة المغربية. ينتمي الدوّار لمشيخة تسريرت التي تضم 24 دوار. يقدر عدد سكانه بـ 182 نسمة حسب الإحصاء الرسمي للسكان والسكنى لسنة 2004.

## روابط خارجية
- البوابة الوطنية للجماعات الترابية نسخة محفوظة 12 مارس 2018 على موقع واي باك مشين.
- المندوبية السامية للتخطيط